# Palpomyia urpicifemoris
Palpomyia urpicifemoris är en tvåvingeart som beskrevs av John William Scott Macfie 1932. Palpomyia urpicifemoris ingår i släktet Palpomyia och familjen svidknott. Inga underarter finns listade i Catalogue of Life.